# Karan Brar

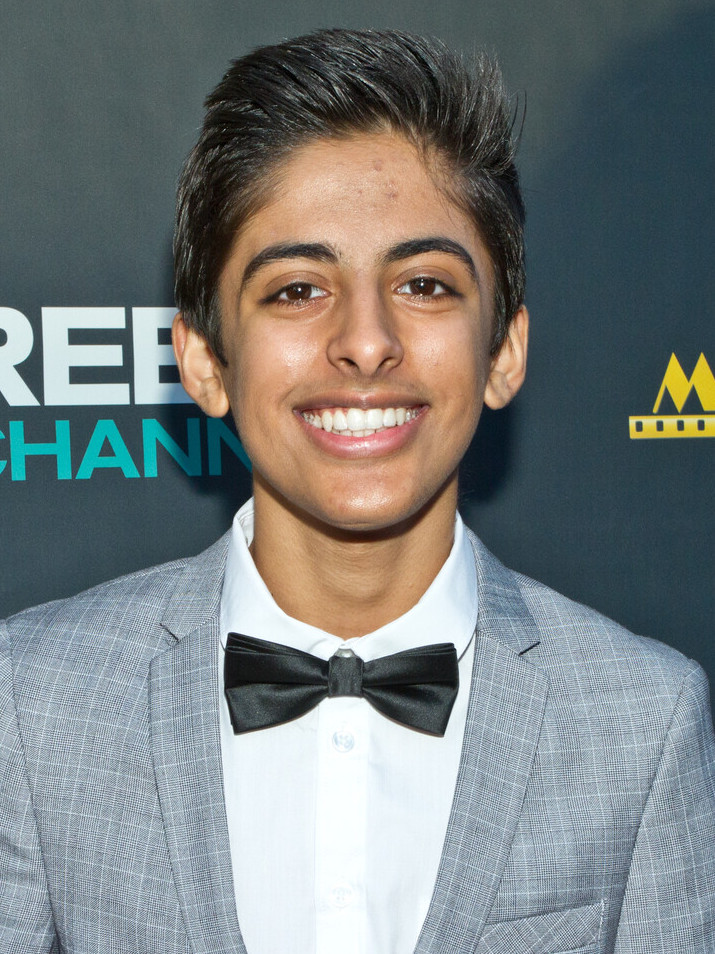
Karan Brar (2015)

Karan Brar (* 18. Januar 1999 in Redmond, Washington) ist ein US-amerikanischer Schauspieler, bekannt durch seine Rolle als Ravi Ross in der Comedy-Serie Jessie und als Chirag Gupta in den Verfilmungen der Kinderbuchreihe Gregs Tagebuch von Jeff Kinney.

## Leben
Karan Brar wurde im Januar 1999 in Redmond, im US-Bundesstaat Washington, als Sohn von Jasbinder und Harinder Brar geboren. Aufgewachsen ist er zusammen mit seiner älteren Schwester in Bothell. Dort besuchte er die Cedar Wood Elementary School und einige Schauspielworkshops. Sein Debüt gab Brar im Alter von zehn Jahren in der Komödie Gregs Tagebuch – Von Idioten umzingelt! als indischer Mittelschüler Chirag Gupta. Geboren und aufgewachsen in den USA, spricht er natürlich mit einem amerikanischen Akzent und arbeitet für seine Rolle mit einem Dialekt-Trainer zusammen. Im März 2011 und August 2012 nahm er für die zwei Fortsetzungen Gregs Tagebuch 2 – Gibt’s Probleme? und Gregs Tagebuch 3 – Ich war’s nicht! seine Rolle als Chirag Gupta wieder auf. Seit Herbst 2011 übernimmt er in der Disney-Jugendserie Jessie neben Debby Ryan und Peyton List die Rolle des indischen Adoptivkindes Ravi Ross. Während der Entwicklung der Serie, war die Rolle von Ravi ursprünglich als hispanischer Junge namens Javier aus Südamerika gedacht. Durch Brars gutes Vorsprechen entschieden die Produzenten die Rolle für ihn umzuschreiben. Zwischendurch hatte er einen kleinen Gastauftritt in Pair of Kings – Die Königsbrüder. Zu Weihnachten 2012 spielte er im Fernsehfilm Chilly Christmas neben C. Thomas Howell mit. Im 2014 erschienenen 3D-Zeichentrickfilm Die Abenteuer von Mr. Peabody & Sherman übernahm Brar neben Ty Burrell, Max Charles und Stephen Colbert eine Sprechrolle.

## Filmografie (Auswahl)
- 2010: Gregs Tagebuch – Von Idioten umzingelt! (Diary of a Wimpy Kid)
- 2011: Gregs Tagebuch 2 – Gibt’s Probleme? (Diary of a Wimpy Kid: Rodrick Rules)
- 2011–2015: Jessie (Fernsehserie)
- 2012: Gregs Tagebuch 3 – Ich war’s nicht! (Diary of a Wimpy Kid: Dog Days)
- 2012: Pair of Kings – Die Königsbrüder (Pair of Kings, eine Folge)
- 2012: Chilly Christmas
- 2014: Die Abenteuer von Mr. Peabody & Sherman (Mr. Peabody & Sherman, Stimme)
- 2015: Überraschend unsichtbar (Invisible Sister, Fernsehfilm)
- 2015–2018: Camp Kikiwaka (Bunk’d, Fernsehserie)
- 2016: The Night Shift (Fernsehserien, Folge 3x02)
- 2018: Pacific Rim: Uprising
- 2020: Stargirl: Anders ist völlig normal (Stargirl)
- 2020: Hubie Halloween

## Auszeichnungen und Nominierungen
| Tabellarische Übersicht der Auszeichnungen und Nominierungen | Tabellarische Übersicht der Auszeichnungen und Nominierungen | Tabellarische Übersicht der Auszeichnungen und Nominierungen | Tabellarische Übersicht der Auszeichnungen und Nominierungen | Tabellarische Übersicht der Auszeichnungen und Nominierungen |
| Jahr                                                         | Auszeichnung                                                 | Für                                                          | Kategorie | Resultat                                                     |
| ------------------------------------------------------------ | ------------------------------------------------------------ | ------------------------------------------------------------ | --- | ------------------------------------------------------------ |
| 2011                                                         | Young Artist Award                                           | Gregs Tagebuch – Von Idioten umzingelt!                      | Best Performance in a Feature Film – Young Ensemble Cast (zusammen mit Zachary Gordon, Chloë Moretz, Robert Capron, Grayson Russell, Devon Bostick, Alex Ferris und Laine MacNeil )            | Gewonnen                                                     |
| 2012                                                         | Young Artist Award                                           | Gregs Tagebuch 2 – Gibt’s Probleme?                          | Best Performance in a Feature Film – Supporting Young Actor | Nominiert                                                    |
| 2012                                                         | Young Artist Award                                           | Jessie                                                       | Best Performance in a TV Series – Supporting Young Actor | Gewonnen                                                     |
| 2013                                                         | Young Artist Award                                           | Gregs Tagebuch 3 – Ich war’s nicht!                          | Best Performance in a Feature Film – Supporting Young Actor | Nominiert                                                    |
| 2013                                                         | Young Artist Award                                           | Gregs Tagebuch 3 – Ich war’s nicht!                          | Best Performance in a Feature Film – Young Ensemble Cast (zusammen mit Zachary Gordon, Robert Capron, Peyton List, Laine MacNeil, Connor und Owen Fielding, Devon Bostick und Grayson Russell) | Gewonnen                                                     |